# Thomas Gronbach
Thomas Gronbach (* 10. August 1963) ist ein ehemaliger deutscher Fußballspieler.

## Karriere
Gronbach spielte für den Phönix Bellheim, TSV Lingenfeld, VfL Neustadt/Weinstraße, bevor er für den Oberligisten SV Edenkoben auflief. 1989 wechselte er in die Fußball-Bundesliga zum SV Waldhof Mannheim. In der Saison 1989/90 kam er zu zwei Einsätzen. Sein Debüt gab er unter Trainer Günter Sebert. Zum Saisonabschluss wurde der vorletzte Platz belegt, Mannheim stieg ab und Gronbach verließ Waldhof.